# Karel Staelens
Karel (Charlie) Staelens is een personage uit de Vlaamse ziekenhuisserie Spoed en werd gespeeld door Hans Van Cauwenberghe. Hij was een gastpersonage in 2004 en werd nadien een vast personage tot 2007. Hij maakte nadien nog een gastoptreden in 2008.

## Personage
Karel De Prins (later Staelens) is ambulancier op het St. Elizabeth. In seizoen 6 duikt hij enkele keren op als invaller van ambulancier Staf Costers. In seizoen 7 wordt hij aangesteld als de nieuwe hoofdambulancier op de spoeddienst aangezien Staf permanent invalide raakt ten gevolge van een schotwond in zijn knie na een gijzeling. Hij lijkt een man van 12 ambachten en 13 ongelukken en heeft voordien al talloze baantjes gehad. In het begin kan hij dan ook niet op veel steun rekenen van zijn collega’s, onder meer door zijn gedrag tegenover baliebediende Bea. Dit slaat helemaal om als hij door adequaat te handelen bij een gezinsdrama, een bloedbad voorkomt.
Karel klopt veel uren, omdat hij graag een extraatje verdient. Hij heeft nooit veel geluk gekend in zijn privéleven. Karels vader was filiaalhouder bij een bank, tot hij plots werd ontslagen. Van toen af liep het mis tussen zijn ouders. Karel is zelf ook 2 keer getrouwd en telkens gescheiden. Met zijn eerste echtgenote heeft hij nog een platonische vriendschap, maar met zijn tweede vrouw, met wie hij twee kinderen heeft, kan hij het absoluut niet meer vinden. Dat was een echte vechtscheiding. Hij probeert een goede regeling te treffen met haar zodat ook hij zijn kinderen vaak kan zien, maar zijn ex doet alles om dat te verhinderen.
Karel is een echte speelvogel, maar meestal is dat maar een masker waarachter verdriet en pijn schuilgaat. Wanneer zijn tweede ex sterft, moet hij alleen opdraaien voor de verzorging van de kinderen. Hij komt terecht in een totaal nieuwe wereld. Hij laat zich ook vangen door de avances van stagiaire Ellen Van Poel waarna ze een avontuurtje in de ambulance beleven, en dit nadat hij Bob nog zo had verweten een relatie met Ellen te hebben aangegaan.
Hij is heel blij wanneer baliebediende Bea trouwt met zijn neef Geert, en nog blijer wanneer hij poetsvrouw Frie ontmoet. Hij trouwt met haar en is voor het eerst in zijn leven volmaakt gelukkig.

### Vertrek
Aan het begin van seizoen 11 beslist de Raad van Bestuur van het ziekenhuis dat het werk van de ambulanciers veel goedkoper en efficiënter kan worden uitgevoerd door een externe firma. Bijgevolg wordt Karel door kersvers diensthoofd Andrea Leroy ontslagen. Dit luidt tot wild protest van zijn collega's, maar niets kan baten. Later keert hij nog even terug, op de begrafenis van zijn neef Geert.

## Familie
- Nathan Staelens (zoon)
- Ellen Staelens (dochter)
- Bea Goossens (aangetrouwde nicht)
- † Geert Vermeersch/Staelens (neef)
- Frie Van Assche (echtgenote)